# Fëdor Komissarževskij
Fëdor Fëdorovič Komissarževskij, meglio conosciuto come Theodor Komisarjevsky (Venezia, 1882 – Darien, 1946), è stato un regista teatrale russo.
Dapprima allestitore scenico nel teatro di sua sorella Vera Komissarževskaja a Pietroburgo, divenne presto regista teatrale e fondò con Nikolaj Evreinov il Teatro per bambini anziani e il Teatro Komissarževskij. Sostenitore di un realismo esulante dalla tradizione, fu costretto a trasferirsi negli USA nel 1929, pochi anni dopo la Rivoluzione d'ottobre.

## Biografia
Nacque a Venezia, figlio di Fyodor Komissarzhevsky e della sua seconda moglie, la principessa lituana Marie Kursevich.  Fyodor era il tenore principale dell'Opera Imperiale di San Pietroburgo e l'insegnante dell'influente regista teatrale Konstantin Stanislavsky. L'attrice Vera Komissarzhevskaya era la sorellastra maggiore di Theodore.  Ha studiato all'Università di San Pietroburgo e all'Istituto Imperiale di Architettura.
Nel 1907 diresse la sua prima produzione, per il teatro della sua sorellastra a Mosca. (Morì nel 1910, all'età di 45 anni.) Nello stesso anno fondò una scuola di recitazione a Mosca. Durante il resto dell'era imperiale, e successivamente sotto il regime sovietico, lavorò come produttore e regista a Mosca fino al 1919, quando, temendo l'arresto da parte della polizia segreta, fuggì a Parigi. Su consiglio del suo collega emigrato Serge Diaghilev si recò a Londra. Sir Thomas Beecham lo nominò per dirigere l'opera Prince Igor al Covent Garden, descritta dal Timescome "eccezionale... [una] magnifica produzione". Ulteriori lavori operistici seguirono a Parigi e New York. Grande disapprovazione espresse per il breve tempo concessogli per le prove di alcuni dei suoi lavori operistici; divenne noto per la sua insistenza su un'adeguata preparazione.
Quando scoppiò la seconda guerra mondiale, si trovava negli Stati Uniti, che rimasero la sua casa per il resto della sua vita. Ha dedicato il suo tempo più alla conferenza e all'insegnamento che alla produzione. In Canada ha diretto Cymbeline nel 1950 per il Festival di musica e teatro di Montreal.  Nell'ultimo anno della sua vita, l'Arts Theatre di Londra lo invitò a dirigere lì, ma la sua salute non glielo permise.
Nel 1946 fece il suo debutto con la New York City Opera, mettendo in scena Eugene Onegin di Tchaikovsky. Con quella compagnia ha poi diretto Andrea Chénier, Don Giovanni, Aïda (con Camilla Williams , Suzy Morris , Ramón Vinay e Lawrence Winters, con George Balanchine come coreografo), L'amour des tre oranges (ma si ammalò prima della prima) e, nel 1952, Wozzeck (con Marko Rothmüller e Patricia Neway).
Morì nella sua casa di Darien, nel Connecticut , il 17 aprile 1954, sopravvissuto alla sua terza moglie, la ballerina Ernestine Stodelle (1905-2008).  Non si sa quanti figli abbia lavuto ma l'ODNB registra due figli e una figlia.

## Filmografia
- Vdova (1918)
- Yellow Stockings (1928)